# Gamasellus humosus
Gamasellus humosus är en spindeldjursart som beskrevs av Ishikawa 1969. Gamasellus humosus ingår i släktet Gamasellus och familjen Ologamasidae. Inga underarter finns listade i Catalogue of Life.